# 仁德府
仁德府，元朝时设置的府，属于云南行省，在今云南省寻甸回族彝族自治县。
原是僰、剌蛮居第，无郡县。其部为仲扎溢源，后来乌蛮族裔新丁夺取。传至四世孙，因其祖名新丁，以此为部号，讹传为仁地。1255年内附蒙古帝国。1256年，立本部为仁地万户。至元初年叛元，四年（1267年）归降，仍为万户。十三年（1276年），改万户为仁德府。仁德府屯田五百六十双。领二县：为美县，下县。县治在府北，地名溢浦适侣睒甸，即仁地的故部。至元二十四年（1287年）置县。归厚县。下县。县治在府西，地名易浪湳龙，原属仁地部。至元二十四年（1287年），立二县：倘俸、为美。二十五年（1288年），改倘俸县为归厚县。